# Ignacy Reifer
Ignacy Reifer, ps. Marek, Drew (ur. 30 czerwca 1909 w Chrzanowie, zm. 2 kwietnia 1971 w Krakowie) – polski biochemik.

## Życiorys
Urodził się w rodzinie Abrahama Hirsza Reifera i Matyldy z Rosenbaumów, którzy byli właścicielami sklepu drogeryjnego. Po ukończeniu chrzanowskiego gimnazjum im. Stanisława Staszica w 1926 wyjechał do Brna, gdzie studiował na Wydziale Chemicznym Niemieckiej Wyższej Szkoły Technicznej. 25 czerwca 1931 uzyskał tytuł zawodowy inżyniera. Równocześnie wstąpił do Komunistycznej Partii Polski za co był więziony przez pięć miesięcy. 
Od 1930 należał do Komunistycznej Partii Czechosłowacji, za co został wydalony z Czechosłowacji. Wcześniej 10 grudnia 1932 na podstawie dysertacji Analiza stopów miedzi, brązu i nowego srebra na drodze miareczkowej uzyskał tytuł doktora nauk technicznych. Po przeniesieniu się do Austrii wstąpił do tamtejszej Partii Komunistycznej, używał pseudonimu Marek i był kierownikiem do spraw propagandy ideologicznej. 
W 1934 rozpoczął pracę naukową na Uniwersytecie Wiedeńskim jako asystent chemii analitycznej i biologicznej u prof. Fritza Rappaporta w instytucie patologii ogólnej i doświadczalnej. W 1937 opuścił Austrię i przez Wielką Brytanię wyjechał do Nowej Zelandii, gdzie pracował jako chemik, a w późniejszym czasie jako starszy biochemik w zakładzie chemii roślin Ministerstwa Badań Naukowych i Przemysłowych Nassey Agricultural College w Palmerston North. W 1945 został pracownikiem naukowym Instytutu Chemii. Przez cały pobyt w Nowej Zelandii był członkiem tamtejszej partii komunistycznej i używał pseudonimu Drew, w 1942 założył Wszechsłowiański Związek Nowej Zelandii i pełnił w nim funkcję sekretarza. 
W 1948 powrócił do Polski i wstąpił w szeregi Polskiej Partii Robotniczej, a po zjednoczeniu do Polskiej Zjednoczonej Partii Robotniczej. W latach 1948–1949 w stopniu podpułkownika pełnił służbę wojskową. Początkowo był rzeczoznawcą chemicznym w Ministerstwie Obrony Narodowej, po roku przedstawił pracę habilitacyjną pt. Amoniak w ekstraktach roślinnych. Rola mocznika w Szkole Głównej Gospodarstwa Wiejskiego, gdzie równocześnie został kierownikiem zakładu biochemii Wydziału Ogrodniczego. W 1950 został równolegle kierownikiem zakładu biochemii Wydziału Rolnego, rok później uzyskał tytuł profesora nadzwyczajnego. Należał do grona organizatorów założonego w 1954 Instytutu Biochemii i Biofizyki Polskiej Akademii Nauk, gdzie przez siedemnaście lat zajmował stanowisko kierownika Zakładu Biochemii Roślin i był wicedyrektorem instytutu dla spraw naukowych. 
W 1957 został profesorem zwyczajnym, od 1965 nawiązał współpracę z Uniwersytetem Jagiellońskim, gdzie był współorganizatorem Katedry Biochemii i Biofizyki, którą kierował od 1969 do 1970. Ze względu na zły stan zdrowia przeszedł do Zakładu Biochemii Roślin w Instytucie Biologii Molekularnej, którym kierował do śmierci. Od 1964 roku był członkiem korespondentem PAN. 
Zmarł 2 kwietnia 1971 w Krakowie, spoczywa na cmentarzu Rakowickim (cmentarzu wojskowym przy ul. Prandoty) (kwatera LXXXI-14-44).

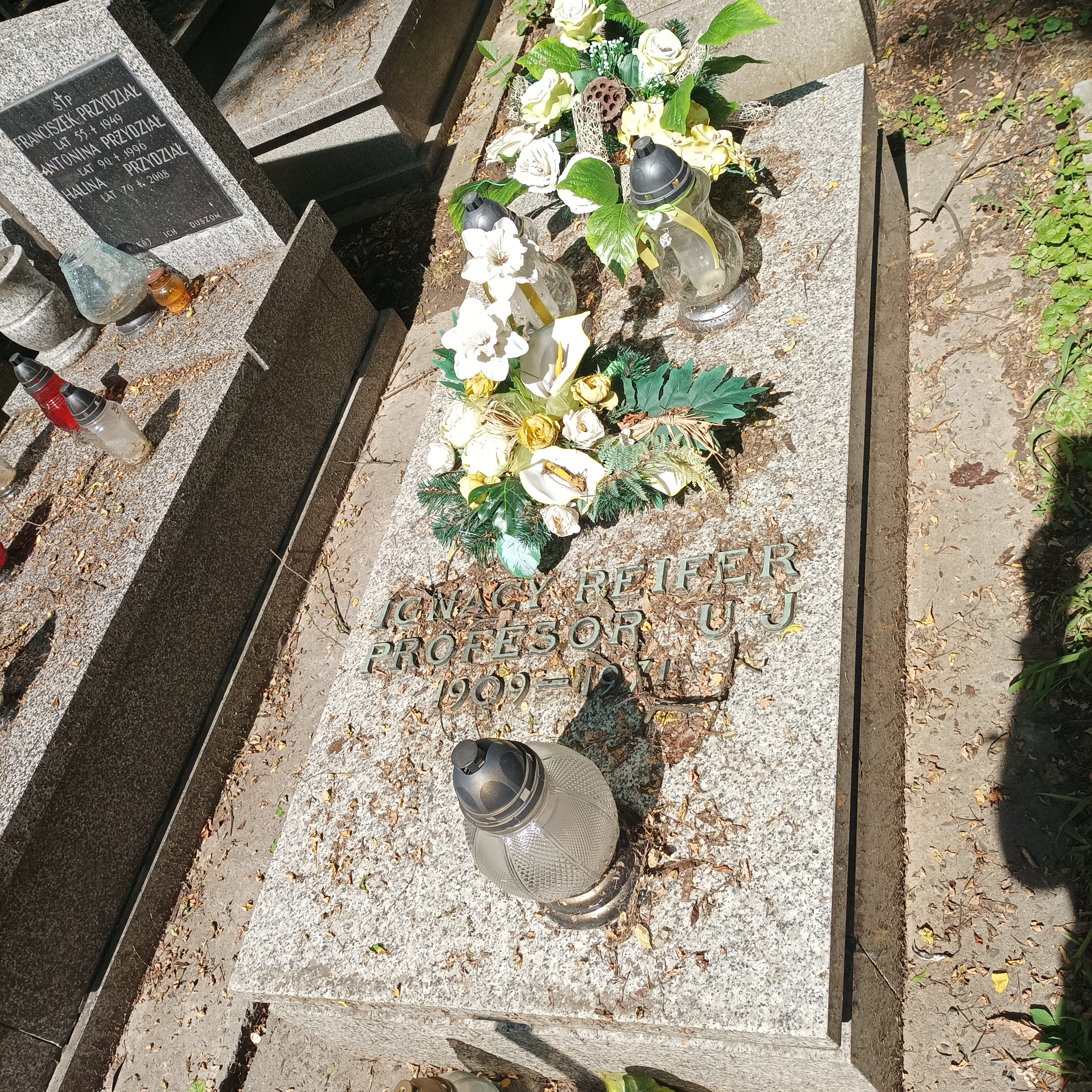
Grób Ignacego i Jadwigi Reiferów na cmentarzu wojskowym przy ul. Prandoty w Krakowie

## Członkostwo
- członek korespondent Polskiej Akademii Nauk (od 1964)
- członek Komitetu Biochemicznego i Biofizycznego Polskiej Akademii Nauk oraz sekretariatu Wydziału II Polskiej Akademii Nauk
- współorganizator Polskiego Towarzystwa Biochemicznego, redaktor jego organu „Postępy Biochemii”

## Ordery i odznaczenia
- Krzyż Komandorski Orderu Odrodzenia Polski
- Krzyż Oficerski Orderu Odrodzenia Polski
- Krzyż Kawalerski Orderu Odrodzenia Polski
- Medal 10-lecia Polski Ludowej (14 stycznia 1955)[6]

## Nagrody
- Nagroda Państwowa III stopnia za prace w dziedzinie mikroanalizy pierwiastków mineralnych w roślinach (1952)[7]
- nagroda zespołowa Państwowej Rady dla spraw Pokojowego Wykorzystania Energii Jądrowej (1963)